# 大坪バイパス
大坪バイパス（おおつぼバイパス）は、佐賀県伊万里市を通る国道498号のバイパス道路である。

## 概要
伊万里市道大坪木須線と一体となっており、国道202号を経由せずに伊万里市街地へ向かう事ができる。

### 路線データ
- 起点：佐賀県伊万里市大坪町丙（浪瀬峠交差点、国道498号 松浦バイパス終点）
- 終点：佐賀県伊万里市大坪町（伊万里市道大坪木須線交点）
- 距離：4.2 km

## 歴史
- 2011年（平成23年）3月21日 - 全線開通。

## 地理

### 通過する自治体
- 伊万里市

### 交差する道路
| 交差する道路           | 交差する場所 | 交差する場所                |
| ---------------------- | ------------ | --------------------------- |
| 国道498号 松浦バイパス |              |                             |
| 国道498号              | 大坪町丙     | 浪瀬峠交差点 / バイパス起点 |
| 国道202号              | 大坪町乙     | 白野北交差点                |
| 伊万里市道大坪木須線   | 大坪町甲     | 終点                        |

### 沿線
- 佐賀県立伊万里実業高等学校商業キャンパス（終点付近）
- 伊万里市立伊万里小学校（終点付近）